# 长湘高速公路
长湘高速公路属于湖南京港澳复线岳潭段的一部分，起于湖南省长沙市望城区与湘阴交界的茶亭镇，接岳阳至长沙高速公路，止于湘潭市雨湖区姜畲镇塔岭村，途经长沙与湘潭所辖的望城、岳麓、宁乡和雨湖四县区。主线全长74.902公里，其中长沙境内61.621公里，湘潭境内13.281公里；连接线1条，望城县境铜官连接线5.273公里。项目总投资约76.1亿元，于2009年5月动工新建，2012年12月23日通车。